# 46392 Bertola
46392 Bertola este un asteroid din centura principală de asteroizi.

## Descriere
46392 Bertola este un asteroid din centura principală de asteroizi. A fost descoperit pe 5 ianuarie 2002 la Cima Ekar în cadrul programului Asiago-DLR Asteroid Survey. Asteroidul prezintă o orbită caracterizată de o semiaxă mare de 2,39 ua, o excentricitate de 0,22 și o înclinație de 9,7° în raport cu ecliptica.